# 헌산중학교
헌산중학교(獻山中學校)는 대한민국 경기도 용인시 처인구 원삼면 사암리에 있는 사립 중학교이다.

## 학교 연혁
- 2002년 12월 24일 : 학교설립 인가(용인교육청, 3학급 60명), 특성화학교 인가
- 2003년 3월 3일 : 오병갑 교장 취임식 및 입학식
- 2003년 3월 5일 : 헌산중학교 개교식
- 2003년 9월 2일 : 학교법인 법인 『전인학원』 분리
- 2004년 3월 2일 : 자율학교 지정(2004.3~2009.2)
- 2005년 7월 7일 : 여 기숙사 1동 및 신관 교사동 1동 준공식
- 2006년 3월 1일 : 용인교육청 지정 연구학교
- 2009년 3월 2일 : 자율학교 재지정(2009.3~2013.2)
- 2012년 10월 20일 : 실내체육관 및 다목적관 개관식
- 2014년 3월 1일 : 혁신학교 준비교, 자유학기제 희망교 지정 운영
- 2019년 2월 27일 : 이산 한덕천(충호) 이사장 취임
- 2023년 3월 1일 : 제4대 이익수 교장 취임
- 2024년 1월 5일 : 제21회 졸업식(17명, 졸업생 누계 587명)
- 2024년 3월 4일 : 제22회 입학식

## 참고 자료
- 헌산중학교 - 한국교육학술정보원 학교알리미